# Krążowniki śmigłowcowe projektu 1123
Krążowniki śmigłowcowe typu Moskwa (projektu 1123, Kondor) – seria radzieckich okrętów klasy krążownik śmigłowcowy, przenoszących śmigłowce zwalczania okrętów podwodnych. Projekt 1123 składał się z dwóch jednostek: „Moskwa” i „Leningrad”. Trzeci okręt „Kijew”, rozpoczęty według zmodyfikowanego projektu 1123M, został niedługo po położeniu stępki zarzucony na rzecz nowego projektu 1143.

## Historia
Wraz z wprowadzeniem do służby przez US Navy nowych okrętów podwodnych przenoszących pociski balistyczne, Marynarka Wojenna ZSRR była zmuszona do opracowania nowych okrętów przeznaczonych do zwalczania okrętów podwodnych. Efektem tych prac było opracowanie na początku lat 60. projektu 3 okrętów oznaczonych jako Projekt 1123 Kondor. Pod względem konstrukcyjnym okręty były połączeniem rozwiązań zastosowanych w krążownikach rakietowych z pokładem lotniczym. Wyraźny wpływ na zastosowaną koncepcję okrętu miał francuski śmigłowcowiec „Jeanne d’Arc”.
Stępkę pod pierwszy okręt serii „Moskwa” położono 15 grudnia 1962 w leżącej nad Morzem Czarnym stoczni im. 61 Komunardów w Mikołajowie. Okręt wszedł do służby w 1967 i operował na wodach Morza Czarnego, Śródziemnego i Atlantyku. Jednym z powodów dla którego okręty te klasyfikowano jako krążowniki śmigłowcowe, był zakaz przechodzenia lotniskowców przez cieśninę Dardanelską.  

## Wyposażenie elektroniczne
Radar dozoru ogólnego MR-600 Woschod, radar dozoru ogólnego MR-310 Angara-A, radar nawigacyjny Don, systemy walki radio-elektronicznej Gurzuf, Gurzuf-1, MRP-11-16 Zalif, system swój-obcy Kremni-2M, radionamiernik ARP-50, Sonar MG-342 Orion, sonar holowany MG-325 Wega. Do naprowadzania rakiet przeciwlotniczych służyły dwa zestawy radarów 4R60 GROM, każdy zestaw umożliwiał naprowadzanie dwóch rakiet na jeden cel powietrzny. Możliwe też było zwalczanie celów morskich. Dwa radary MR-103 Bars służące do kierowania artylerią.